# Antigüedad de los senadores de los Estados Unidos

Sello del Senado de los Estados Unidos de América.

Los senadores de los Estados Unidos son clasificados convencionalmente según la duración de su mandato en el Senado. En cada estado de los Estados Unidos, el senador con más tiempo en el cargo se conoce como senador senior; el otro es el senador junior. Esta convención no tiene carácter oficial, aunque la antigüedad confiere varios beneficios, incluyendo preferencias en la elección de comisiones y de oficinas físicas. Cuando los senadores han estado en el cargo durante el mismo período de tiempo, se utilizan varios desempates, incluidos los cargos ocupados anteriormente, para determinar la antigüedad.

## Beneficios por antigüedad
La Constitución de los Estados Unidos no determina diferencias en derechos o poderes, pero las reglas del Senado confieren más poder a los senadores con más antigüedad. Generalmente, los senadores sénior tendrán más poder, especialmente dentro de su propia bancada. Además, por costumbre, los senadores sénior del partido del presidente controlan los nombramientos de patrocinio federal en sus estados.
Existen varios beneficios, incluidos los siguientes:
- Tradicionalmente, el miembro más antiguo del partido de la mayoría es nombrado presidente pro tempore del Senado.
- Los senadores reciben un trato preferencial al elegir las comisiones en función de la antigüedad. La antigüedad en una comisión se basa en el tiempo de servicio en esa comisión, lo que significa que un senador puede estar por encima de otro en la antigüedad del comité, pero ser más joven en el pleno del Senado. Aunque la presidencia de la comisión es un cargo elegido, tradicionalmente se le otorga al senador de mayor rango del partido mayoritario que se desempeña en la comisión y que no ocupa ya una posición conflictiva, como la presidencia de otra comisión. Los miembros principales de una comisión (llamado vicepresidente en algunos comisiones especiales) se elige de la misma manera.
- Una mayor antigüedad permite a un senador elegir un escritorio más cercano al frente de la Cámara del Senado.
- Los senadores con mayor antigüedad pueden optar por mudarse a un mejor espacio de oficina ya que esas oficinas están desocupadas.
- La antigüedad determina la clasificación en el orden de precedencia de los Estados Unidos, aunque otros factores, como ser expresidente o primera dama, pueden colocar a una persona más arriba en el orden de precedencia.

## Determinación del inicio de un mandato
El inicio de un nombramiento no coincide necesariamente con la fecha de convocatoria del Senado o la toma de posesión del nuevo senador.

### Elecciones generales
En el caso de los senadores elegidos por primera vez en una elección general para el próximo Congreso, sus mandatos comienzan el primer día del nuevo Congreso. Desde 1935, eso significa el 3 de enero de los años impares.

### Elecciones de segunda vuelta y elecciones especiales
En el caso de senadores electos en una segunda vuelta que se produzca después del inicio de un nuevo período, o una elección especial, su fecha de antigüedad será la fecha en que juraron y no el primer día de ese Congreso. Un senador puede ser elegido simultáneamente para cubrir un período en una elección especial y elegido para el período de seis años que comienza el próximo 3 de enero. Su antigüedad es la de alguien elegido en una elección especial.

### Designaciones
La fecha de antigüedad de un senador designado suele ser la fecha de nombramiento, aunque el mandato real no comienza hasta que prestan juramento en el cargo. Un senador entrante que ocupa otro cargo, incluida la membresía en la Cámara de Representantes de los Estados Unidos, debe renunciar a ese cargo antes de convertirse en senador.

## Determinación de la antigüedad
La antigüedad de un senador se determina principalmente por la duración del servicio continuo; por ejemplo, un senador que ha servido durante 12 años tiene más antigüedad que uno que ha servido durante 10 años. Debido a que varios senadores nuevos generalmente se unen al comienzo de un nuevo Congreso, la antigüedad está determinada por el servicio anterior del gobierno federal o estatal y, si es necesario, la cantidad de tiempo que pasó en el cargo usado para desempatar. Estos desempates en orden son:
1. Exsenador
2. Ex vicepresidente de los Estados Unidos
3. Exmiembro de la Cámara de Representantes de los Estados Unidos
4. Exmiembro del Gabinete de los Estados Unidos
5. Ex gobernador estatal
6. Población del estado basada en el censo más reciente cuando el senador asumió el cargo

Cuando más de un senador tuviera aquel cargo, su período de tiempo se usa para romper el empate. Por ejemplo, Roy Blunt, Jerry Moran, Rob Portman, John Boozman, Pat Toomey, John Hoeven, Marco Rubio, Ron Johnson, Rand Paul, Richard Blumenthal y Mike Lee asumieron el cargo el 3 de enero de 2011. Los primeros cinco senadores mencionados habían servido en la Cámara de Representantes: Blunt y Moran habían servido durante 14 años; Portman por 12; Boozman por nueve; Toomey para seis. Blunt supera a Moran porque Misuri se ubicó por encima de Kansas por población en el censo de 2000. Como exgobernador, Hoeven se clasifica inmediatamente después de los exmiembros de la Cámara. El resto está clasificado por población a partir del censo de 2000. Estos se clasificaron del 40.º al 50.º en antigüedad cuando se reunió el 117.º Congreso de los Estados Unidos.
Los senadores Jon Ossoff y Raphael Warnock, ambos de Georgia, prestaron juramento el 20 de enero de 2021. Debido a que ambos eran senadores recién elegidos sin ningún servicio gubernamental previo, estaban empatados en todos los criterios. Los registros oficiales del Senado enumeran a Ossoff como el senador principal. El caucus demócrata considera a Ossoff como el senador principal porque su nombre aparece primero alfabéticamente.

## Lista actual de antigüedad
A continuación se enumeran solo los factores relevantes. Para los senadores cuya antigüedad se basa en la población respectiva de su estado, la clasificación de la población del estado se da según lo determinado por el censo de los Estados Unidos vigente en el momento en que comenzaron el servicio.
     Republicano (50)
   
      Demócrata (48)
   
      Independiente (2)
| Rango actual | Rango histórico | Senador/a              | Partido | Partido       | Estado              | Fecha de antigüedad     | Otros factores                                                     | Comisiones y posiciones de liderazgo                      |
| ------------ | --------------- | ---------------------- | ------- | ------------- | ------------------- | ----------------------- | ------------------------------------------------------------------ | --------------------------------------------------------- |
| 1            | 1692            | Patrick Leahy          |         | Demócrata     | Vermont             | 3 de enero de 1975      |                                                                    | Presidente pro tempore Presidente: Asignaciones           |
| 2            | 1743            | Chuck Grassley         |         | Republicano   | Iowa                | 3 de enero de 1981      | Presidente pro tempore emérito Miembro Principal: Justicia         |                                                           |
| 3            | 1766            | Mitch McConnell        |         | Republicano   | Kentucky            | 3 de enero de 1985      | Líder de la Minoría del Senado                                     |                                                           |
| 4            | 1775            | Richard Shelby         |         | Republicano   | Alabama             | 3 de enero de 1987      | Miembro Principal: Asignaciones                                    |                                                           |
| 5            | 1801            | Dianne Feinstein       |         | Demócrata     | California          | 4 de noviembre de 1992  | Presidenta: Asamblea sobre Narcóticos                              |                                                           |
| 6            | 1810            | Patty Murray           |         | Demócrata     | Washington          | 3 de enero de 1993      | Presidenta: SETP                                                   |                                                           |
| 7            | 1816            | Jim Inhofe             |         | Republicano   | Oklahoma            | 16 de noviembre de 1994 | Miembro Principal: Servicios Armados                               |                                                           |
| 8            | 1827            | Ron Wyden              |         | Demócrata     | Oregón              | 6 de febrero de 1996    | Presidente: Finanzas                                               |                                                           |
| 9            | 1831            | Dick Durbin            |         | Demócrata     | Illinois            | 3 de enero de 1997      | Ex congresista (14 años)                                           | Coordinador de la Mayoría del Senado Presidente: Justicia |
| 10           | 1835            | Jack Reed              |         | Demócrata     | Rhode Island        | 3 de enero de 1997      | Ex congresista (6 años)                                            | Presidente: Servicios Armados                             |
| 11           | 1842            | Susan Collins          |         | Republicano   | Maine               | 3 de enero de 1997      |                                                                    |                                                           |
| 12           | 1844            | Chuck Schumer          |         | Demócrata     | Nueva York          | 3 de enero de 1999      | Ex congresista (18 años)                                           | Líder de la Mayoría del Senado                            |
| 13           | 1846            | Mike Crapo             |         | Republicano   | Idaho               | 3 de enero de 1999      | Ex congresista (6 años)                                            | Miembro Principal: Finanzas                               |
| 14           | 1855            | Tom Carper             |         | Demócrata     | Delaware            | 3 de enero de 2001      | Ex congresista (10 años)                                           | Presidente: Medio Ambiente                                |
| 15           | 1856            | Debbie Stabenow        |         | Demócrata     | Míchigan            | 3 de enero de 2001      | Ex congresista (4 años)                                            | Presidenta: Agricultura                                   |
| 16           | 1859            | Maria Cantwell         |         | Demócrata     | Washington          | 3 de enero de 2001      | Ex congresista (2 años)                                            | Presidente: Comercio                                      |
| 17           | 1867            | John Cornyn            |         | Republicano   | Texas               | 2 de diciembre de 2002  |                                                                    | Miembro Principal: Asamblea sobre Narcóticos              |
| 18           | 1868            | Lisa Murkowski         |         | Republicano   | Alaska              | 20 de diciembre de 2002 | Miembro Principal: Asuntos Indígenas                               |                                                           |
| 19           | 1870            | Lindsey Graham         |         | Republicano   | Carolina del Sur    | 3 de enero de 2003      | Miembro Principal: Presupuesto                                     |                                                           |
| 20           | 1876            | Richard Burr           |         | Republican    | Carolina del Norte  | 3 de enero de 2005      | Ex congresista (10 años)                                           | Miembro Principal: SETP                                   |
| 21           | 1879            | John Thune             |         | Republicano   | Dakota del Sur      | 3 de enero de 2005      | Ex congresista (6 años)                                            | Coordinador de la Minoría del Senado                      |
| 22           | 1885            | Bob Menendez           |         | Demócrata     | Nueva Jersey        | 17 de enero de 2006     |                                                                    | Presidente: Relaciones Exteriores                         |
| 23           | 1886            | Ben Cardin             |         | Demócrata     | Maryland            | 3 de enero de 2007      | Ex congresista (20 años)                                           | Presidente: Pequeña Empresa                               |
| 24           | 1887            | Bernie Sanders         |         | Independiente | Vermont             | 3 de enero de 2007      | Ex congresista (16 años)                                           | Presidente: Presupuesto                                   |
| 25           | 1888            | Sherrod Brown          |         | Demócrata     | Ohio                | 3 de enero de 2007      | Ex congresista (14 años)                                           | Presidente: Banca                                         |
| 26           | 1890            | Bob Casey Jr.          |         | Demócrata     | Pensilvania         | 3 de enero de 2007      | Pensilvania: 6° en población (2000)                                | Presidente: Vejez                                         |
| 27           | 1893            | Amy Klobuchar          |         | Demócrata     | Minnesota           | 3 de enero de 2007      | Minnesota: 21° en población (2000)                                 | Presidenta: Reglas                                        |
| 28           | 1894            | Sheldon Whitehouse     |         | Demócrata     | Rhode Island        | 3 de enero de 2007      | Rhode Island: 43° en población (2000)                              |                                                           |
| 29           | 1895            | Jon Tester             |         | Demócrata     | Montana             | 3 de enero de 2007      | Montana: 44° en población (2000)                                   | Presidente: Asuntos de Veteranos                          |
| 30           | 1896            | John Barrasso          |         | Republicano   | Wyoming             | 22 de junio de 2007     |                                                                    | Miembro Principal: Energía                                |
| 31           | 1897            | Roger Wicker           |         | Republicano   | Misisipi            | 31 de diciembre de 2007 | Miembro Principal: Comercio                                        |                                                           |
| 32           | 1901            | Jeanne Shaheen         |         | Demócrata     | Nueva Hampshire     | 3 de enero de 2009      | Exgobernadora (6 años)                                             |                                                           |
| 33           | 1902            | Mark Warner            |         | Demócrata     | Virginia            | 3 de enero de 2009      | Exgobernador (4 años)                                              | Presidente: Inteligencia                                  |
| 34           | 1903            | Jim Risch              |         | Republicano   | Idaho               | 3 de enero de 2009      | Exgobernador (7 meses)                                             | Miembro principal: Relaciones Exteriores                  |
| 35           | 1905            | Jeff Merkley           |         | Demócrata     | Oregón              | 3 de enero de 2009      |                                                                    |                                                           |
| 36           | 1909            | Michael Bennet         |         | Demócrata     | Colorado            | 21 de enero de 2009     |                                                                    |                                                           |
| 37           | 1910            | Kirsten Gillibrand     |         | Demócrata     | Nueva York          | 26 de enero de 2009     |                                                                    |                                                           |
| 38           | 1916            | Joe Manchin            |         | Demócrata     | Virginia Occidental | 15 de noviembre de 2010 | Exgobernador                                                       | Presidente: Energía                                       |
| 39           | 1917            | Chris Coons            |         | Demócrata     | Delaware            | 15 de noviembre de 2010 |                                                                    | Presidente: Ética                                         |
| 40           | 1919            | Roy Blunt              |         | Republicano   | Misuri              | 3 de enero de 2011      | Ex congresista (14 años); Misuri: 17° en población (2000)          | Miembro Principal: Reglas                                 |
| 41           | 1920            | Jerry Moran            |         | Republicano   | Kansas              | 3 de enero de 2011      | Ex congresista (14 años); Kansas: 33° en población (2000)          | Miembro Principal: Asuntos de Veteranos                   |
| 42           | 1921            | Rob Portman            |         | Republicano   | Ohio                | 3 de enero de 2011      | Ex congresista (12 años)                                           | Miembro Principal: Seguridad Nacional                     |
| 43           | 1922            | John Boozman           |         | Republicano   | Arkansas            | 3 de enero de 2011      | Ex congresista (9 años)                                            | Miembro Principal: Agricultura                            |
| 44           | 1923            | Pat Toomey             |         | Republicano   | Pensilvania         | 3 de enero de 2011      | Excongresista (6 años)                                             | Miembro principal: Banca                                  |
| 45           | 1924            | John Hoeven            |         | Republicano   | Dakota del Norte    | 3 de enero de 2011      | Exgobernador                                                       |                                                           |
| 46           | 1925            | Marco Rubio            |         | Republicano   | Florida             | 3 de enero de 2011      | Florida: 4.º en población (2000)                                   | Vicepresidente: Inteligencia                              |
| 47           | 1926            | Ron Johnson            |         | Republicano   | Wisconsin           | 3 de enero de 2011      | Wisconsin: 20° en población (2000)                                 |                                                           |
| 48           | 1927            | Rand Paul              |         | Republicano   | Kentucky            | 3 de enero de 2011      | Kentucky: 25° en población (2000)                                  | Miembro Principal: Pequeña Empresa                        |
| 49           | 1928            | Richard Blumenthal     |         | Demócrata     | Connecticut         | 3 de enero de 2011      | Connecticut: 29° en población (2000)                               |                                                           |
| 50           | 1929            | Mike Lee               |         | Republicano   | Utah                | 3 de enero de 2011      | Utah: 34° en población (2000)                                      |                                                           |
| 51           | 1932            | Brian Schatz           |         | Demócrata     | Hawái               | 26 de diciembre de 2012 |                                                                    | Presidente: Asuntos Indígenas                             |
| 52           | 1933            | Tim Scott              |         | Republicano   | Carolina del Sur    | 2 de enero de 2013      | Miembro Principal: Vejez                                           |                                                           |
| 53           | 1934            | Tammy Baldwin          |         | Demócrata     | Wisconsin           | 3 de enero de 2013      | Ex congresista (14 años)                                           |                                                           |
| 54           | 1937            | Chris Murphy           |         | Demócrata     | Connecticut         | 3 de enero de 2013      | Ex congresista (6 años); Connecticut: 29° en población (2010)      |                                                           |
| 55           | 1938            | Mazie Hirono           |         | Demócrata     | Hawái               | 3 de enero de 2013      | Ex congresista (6 años); Hawái: 40° en población (2010)            |                                                           |
| 56           | 1939            | Martin Heinrich        |         | Demócrata     | Nuevo México        | 3 de enero de 2013      | Excongresista (4 años)                                             |                                                           |
| 57           | 1940            | Angus King             |         | Independiente | Maine               | 3 de enero de 2013      | Exgobernador (8 años)                                              |                                                           |
| 58           | 1941            | Tim Kaine              |         | Demócrata     | Virginia            | 3 de enero de 2013      | Exgobernador (4 años)                                              |                                                           |
| 59           | 1942            | Ted Cruz               |         | Republicano   | Texas               | 3 de enero de 2013      | Texas: 2.º en población (2010)                                     |                                                           |
| 60           | 1943            | Elizabeth Warren       |         | Demócrata     | Massachusetts       | 3 de enero de 2013      | Massachusetts: 14° en población (2010)                             |                                                           |
| 61           | 1944            | Deb Fischer            |         | Republicano   | Nebraska            | 3 de enero de 2013      | Nebraska: 38° en población (2010)                                  |                                                           |
| 62           | 1948            | Ed Markey              |         | Demócrata     | Massachusetts       | 16 de julio de 2013     |                                                                    |                                                           |
| 63           | 1949            | Cory Booker            |         | Demócrata     | Nueva Jersey        | 31 de octubre de 2013   |                                                                    |                                                           |
| 64           | 1951            | Shelley Moore Capito   |         | Republicano   | Virginia Occidental | 3 de enero de 2015      | Ex congresista (14 años)                                           | Miembro Principal: Medio Ambiente                         |
| 65           | 1952            | Gary Peters            |         | Demócrata     | Míchigan            | 3 de enero de 2015      | Ex congresista (6 años); Míchigan: 8° en población (2010)          | Presidente: Seguridad Nacional                            |
| 66           | 1953            | Bill Cassidy           |         | Republicano   | Luisiana            | 3 de enero de 2015      | Ex congresista (6 años); Luisiana: 25° en población (2010)         |                                                           |
| 67           | 1955            | James Lankford         |         | Republicano   | Oklahoma            | 3 de enero de 2015      | Ex congresista (4 años)                                            | Miembro Principal: Ética                                  |
| 68           | 1956            | Tom Cotton             |         | Republicano   | Arkansas            | 3 de enero de 2015      | Ex congresista (2 años); Arkansas: 32° en población (2010)         |                                                           |
| 69           | 1957            | Steve Daines           |         | Republicano   | Montana             | 3 de enero de 2015      | Excongresista (2 años); Montana: 44.º en población (2010)          |                                                           |
| 70           | 1958            | Mike Rounds            |         | Republicano   | Dakota del Sur      | 3 de enero de 2015      | Exgobernador                                                       |                                                           |
| 71           | 1960            | Thom Tillis            |         | Republicano   | Carolina del Norte  | 3 de enero de 2015      | Carolina del Norte: 10.º en población (2010)                       |                                                           |
| 72           | 1961            | Joni Ernst             |         | Republicano   | Iowa                | 3 de enero de 2015      | Iowa: 30° en población (2010)                                      |                                                           |
| 73           | 1962            | Ben Sasse              |         | Republicano   | Nebraska            | 3 de enero de 2015      | Nebraska: 38° en población (2010)                                  |                                                           |
| 74           | 1963            | Dan Sullivan           |         | Republicano   | Alaska              | 3 de enero de 2015      | Alaska: 47° en población (2010)                                    |                                                           |
| 75           | 1964            | Chris Van Hollen       |         | Demócrata     | Maryland            | 3 de enero de 2017      | Ex congresista (14 años)                                           |                                                           |
| 76           | 1965            | Todd Young             |         | Republicano   | Indiana             | 3 de enero de 2017      | Ex congresista (6 años)                                            |                                                           |
| 77           | 1966            | Tammy Duckworth        |         | Demócrata     | Illinois            | 3 de enero de 2017      | Ex congresista (4 años)                                            |                                                           |
| 78           | 1967            | Maggie Hassan          |         | Demócrata     | Nueva Hampshire     | 3 de enero de 2017      | Exgobernadora                                                      |                                                           |
| 79           | 1969            | John N. Kennedy        |         | Republicano   | Luisiana            | 3 de enero de 2017      | Luisiana: 25° en población (2010)                                  |                                                           |
| 80           | 1970            | Catherine Cortez Masto |         | Demócrata     | Nevada              | 3 de enero de 2017      | Nevada: 35° en población (2010)                                    |                                                           |
| 81           | 1972            | Tina Smith             |         | Demócrata     | Minnesota           | 3 de enero de 2018      |                                                                    |                                                           |
| 82           | 1974            | Cindy Hyde-Smith       |         | Republicano   | Misisipi            | 2 de abril de 2018      |                                                                    |                                                           |
| 83           | 1975            | Marsha Blackburn       |         | Republicano   | Tennessee           | 3 de enero de 2019      | Ex congresista (16 años)                                           |                                                           |
| 84           | 1976            | Kyrsten Sinema         |         | Demócrata     | Arizona             | 3 de enero de 2019      | Ex congresista (6 años); Arizona: 16° en población (2010)          |                                                           |
| 85           | 1977            | Kevin Cramer           |         | Republicano   | Dakota del Norte    | 3 de enero de 2019      | Ex congresista (6 años); Dakota del Norte: 48° en población (2010) |                                                           |
| 86           | 1979            | Jacky Rosen            |         | Demócrata     | Nevada              | 3 de enero de 2019      | Excongresista (2 años)                                             |                                                           |
| 87           | 1980            | Mitt Romney            |         | Republicano   | Utah                | 3 de enero de 2019      | Exgobernador                                                       |                                                           |
| 88           | 1981            | Mike Braun             |         | Republicano   | Indiana             | 3 de enero de 2019      | Indiana: 15.º en población (2010)                                  |                                                           |
| 89           | 1982            | Josh Hawley            |         | Republicano   | Misuri              | 3 de enero de 2019      | Misuri: 18° en población (2010)                                    |                                                           |
| 90           | 1983            | Rick Scott             |         | Republicano   | Florida             | 8 de enero de 2019      |                                                                    |                                                           |
| 91           | 1985            | Mark Kelly             |         | Demócrata     | Arizona             | 2 de diciembre de 2020  |                                                                    |                                                           |
| 92           | 1986            | Ben Ray Luján          |         | Demócrata     | Nuevo México        | 3 de enero de 2021      | Ex congresista (12 años)                                           |                                                           |
| 93           | 1987            | Cynthia Lummis         |         | Republicano   | Wyoming             | 3 de enero de 2021      | Ex congresista (8 años)                                            |                                                           |
| 94           | 1988            | Roger Marshall         |         | Republicano   | Kansas              | 3 de enero de 2021      | Excongresista (4 años)                                             |                                                           |
| 95           | 1989            | John Hickenlooper      |         | Demócrata     | Colorado            | 3 de enero de 2021      | Exgobernador                                                       |                                                           |
| 96           | 1990            | Bill Hagerty           |         | Republicano   | Tennessee           | 3 de enero de 2021      | Tennessee: 17.º en población (2010)                                |                                                           |
| 97           | 1991            | Tommy Tuberville       |         | Republicano   | Alabama             | 3 de enero de 2021      | Alabama: 23° en población (2010)                                   |                                                           |
| 98           | 1992            | Alex Padilla           |         | Demócrata     | California          | 20 de enero de 2021     | California: 1° en población (2010)                                 |                                                           |
| 99           | 1993            | Jon Ossoff             |         | Demócrata     | Georgia             | 20 de enero de 2021     | Georgia: 9° en población (2010)                                    |                                                           |
| 100          | 1994            | Raphael Warnock        |         | Demócrata     | Georgia             | 20 de enero de 2021     | Georgia: 9° en población (2010)                                    |                                                           |
| Rango        | Rango histórico | Senador/a              | Partido | Partido       | Estado              | Fecha de antigüedad     | Otros factores                                                     | Comisiones y posiciones de liderazgo                      |